# 博特港
博特港（英語：Boat Harbour, South Georgia），是南極洲的海港，位於南喬治亞群島，處於小賈森潟湖以南的賈森港，在1930年由英國海軍繪入地圖，由英國海外領土管轄。